# Unger-ház
Az Unger-ház egy kétemeletes, kéthomlokzatos átjáróház, Budapest V. kerületében. Elülső homlokzata a Múzeum körútra, hátsó homlokzata pedig a Magyar utcára néz. Unger Henrik megbízásából, Ybl Miklós tervei alapján, Wagner János kivitelezésében épült 1852–1853 körül. A ház műemléki védelem alatt áll.

## Jellegzetességei
A telek szabálytalan T-betű alakja miatt maga a bérház is hasonló alaprajzra épült. Ybl Miklós sok stílus keveréséből alkotta meg a ház egyedi kinézetét: egyaránt találhatóak benne bizánci, gót, mór, reneszánsz és romantikus elemek is.
A Múzeum körúti homlokzat hét ablaktengelyes, a kapu a középsőben található. Az első emeleti ablakokhoz tartozó erkélyeket két-két sárkányszobor tartja. Ezeket a szobrokat szárnyas oroszlánoknak és griffeknek is mondják. A tetőn romantikus stílusú csillagdíszes pártázat található.
Az átjáróban gazdagon díszített oszlopok tartják a mennyezetet. Eredetileg az egész átjárót fakockákkal burkolták, mára ezek egy része betonnal vagy kőkockákkal lett helyettesítve. Az emeletekre két lépcsőház is vezet. Az udvarban reneszánsz stílusú árkádot alakítottak ki, az akkoriban egyébként szokásos körfolyosó helyett.
A Magyar utcai homlokzat, bár nagyobb a Múzeum körútinál, de mégis egyszerűbb díszítést kapott.
|  |  |  |  |  |

## Története

### 18. század
Az 1700-as évek első évtizedében született Unger Benedek kovácsmester volt az Unger-család azon őse, aki elsőként Pestre költözött. A városba még mesterlegényként került, 1740-ben már pesti polgár volt. A század közepe táján régi házáért cserébe jutott hozzá egy, a mai Astoria helyén álló épülethez. Itt nyitotta meg kovácsműhelyét, amit később fia, Antal átköltöztetett néhány telekkel odébb, az átjáróház későbbi helyére.

### 19. század
Unger Antal kibővítette a család bevételi forrásait: a napóleoni háborúk ideje alatt nagymértékű ingatlanvásárlásba kezdett, a megvásárolt telkeken pedig bérházakat épített. Kisebbik fia, Henrik végül a Múzeum körúti kovácsműhelyet is elbontatta, hogy helyére az Unger-ház kerülhessen.

## A bérház bérlői
Már az épület átadása előtt gazdára talált az összes benne kialakított lakás. Az Unger-ház 1894-től otthont ad boltoknak és vállalkozásoknak is. Mindig is változatos összetételű üzletek települtek ide, az elsők között volt például két újság szerkesztősége, takarékszövetkezet és korabeli drogéria is.
Jelenleg itt működő üzletek (2018. július):
- Destroy Tattoo (tetoválószalon)[6]
- Dr. Harmos Ferenc magánrendelője[7]
- EU GROUP (édesség és illatszer diszkont)[8]
- Horror Factory (szabadulószoba)[9]
- Insitu (designer termékek boltja)[10]
- Kényelem cipőbolt[11]
- Könyvudvar (diszkont könyvesbolt)[12]
- Manu+ (pizzéria)[13]
- Prima Change (pénzváltó)[14]
- Valdocco Astoria Fagylaltozó és Cukrászda[15]

Az 1996-ban megnyitott Könyvudvar az évek során olyan ikonikus részévé vált a háznak, hogy sokan tévesen az egész házra is Könyvudvarként hivatkoznak.